# Gif-sur-Yvette
Gif-sur-Yvette je jugozahodno predmestje Pariza in občina v osrednjem francoskem departmaju Essonne regije Île-de-France. Leta 1999 je naselje imelo 21.364 prebivalcev.

## Geografija
Naselje leži v osrednji Franciji ob reki Yvette in njenem pritoku Mérantaise 31 km zahodno od Évryja in 23 km od središča Pariza.

## Administracija
Gif-sur-Yvette je sedež istoimenskega kantona, del okrožja Palaiseau.

## Zanimivosti
- romansko-gotska cerkev sv. Remigija iz 12. stoletja,
- ostanki benediktinske opatije iz 12. stoletja.